# Mai Po
Mai Po (engelska: Mai Po Marshes) är en sumpmark i Hongkong (Kina). Den ligger i den nordvästra delen av Hongkong.